# Cerkiew św. Nikity w Moskwie (Basmannyj)
Cerkiew św. Nikity – prawosławna cerkiew w Moskwie, w rejonie Basmannym, w dekanacie Objawienia Pańskiego eparchii moskiewskiej miejskiej.

## Historia
Początki parafii w rejonie Basmannym wiążą się z przeniesieniem do Moskwy Włodzimierskiej Ikony Matki Bożej. W dniu, gdy była ona uroczyście wynoszona poza granice miasta, miało miejsce wyświęcenie cerkwi w miejscowej słobodzie, a jej patronką została właśnie cudotwórcza ikona. Boczny ołtarz świątyni wyświęcono ku czci św. Nikity, którego wspomnienie wypadało w dzień uroczystości. Środki na budowę obiektu przekazał wielki książę Wasyl III, który posiadał w okolicy jedną ze swoich rezydencji.
Murowaną cerkiew na miejscu starszej wzniesiono w 1685; funkcjonowała ona do 1737, gdy została poważnie uszkodzona podczas pożaru. Mieszkańcy słobody Basmannej w 1745 poprosili o zgodę na rozbiórkę starszej świątyni i wzniesienie nowej, znacznie obszerniejszej. Koszt budowy ponieśli miejscowi kupcy. Nowa barokowa cerkiew, wyświęcona w 1751, była znacznie obszerniejsza od starszej. Jej główny ołtarz nadal nosił wezwanie Włodzimierskiej Ikony Matki Bożej, jednak budowla była powszechnie nazywana cerkwią św. Nikity od patrona jednego z ołtarzy bocznych. Drugi ołtarz boczny wyświęcono ku czci Narodzenia św. Jana Chrzciciela, patrona jednego z fundatorów – Iwana Rybnikowa. Za autora projektu cerkwi św. Nikity uważa się Dmitrija Uchtomskiego; niektórzy autorzy dopuszczają autorstwo K. Blanka lub A. Jewłaszewa. Cerkiew św. Nikity nie została zniszczona w pożarze w 1812. Ucierpiała natomiast w pożarze w 1905; niewygaszone kadzidło zniszczyło wówczas czczoną przez wiernych ikonę św. Bazylego Moskiewskiego.
Po rewolucji październikowej cerkiew św. Nikity była jedną z nielicznych świątyń, które nie przystąpiły do ruchu odnowicielskiego. Pozostawała czynna do 1933, gdy wydana została decyzja o jej zamknięciu i rozbiórce. Zniszczona miała być również cała zabudowa po prawej stronie ulicy, zaś na miejscu cerkwi planowano wznieść rejonowy Dom Rad. Ostatecznie jednak budowli nie rozebrano, postanawiając przekazać ją Instytutowi Techniki Leśnej. Barokowe wyposażenie cerkwi zostało całkowicie zniszczone. W kolejnych latach obiekt pełnił funkcje świeckie: sali wykładowej, magazynu, internatu. Zwrócony Cerkwi w 1990, został powtórnie poświęcony w 1997 przez patriarchę moskiewskiego i całej Rusi Aleksego II.